# Дейв Мъстейн
Дейв Скот Мъстейн (на английски: Dave Scott Mustaine) е основател и настоящ вокалист и китарист на траш метъл групата Мегадет, и един от пионерите на траша.

## Биография
В миналото той е соло-китарист на Металика, но няма официално издадени албуми с тях, въпреки че участва в създаването на някои от песните впоследствие записани в първия албум на групата, но от Кърк Хамет. Мъстейн е изгонен от Ларс Улрих и Джеймс Хетфийлд по време на турне през ранната пролет на 1983 г. Причината е перманентна злоупотреба с алкохол. Отношенията между Металика и Дейв Мъстейн са обтегнати, въпреки направения през 2003 година опит музикантите да се сдобрят.
Мъстейн е амбициран да създаде група, която да задмине Металика по успех, и през 1983 г. основава групата Fallen Angels, която по-късно преименува на Megadeth. Присъединяват се и китаристът Грег Хандевит и барабанистът Дийон Карутърс. На следващата година издават EP, а след това – първия дългосвирещ албум на бандата.
Жени се през април 1991 г. Съпругата му – Памела, ражда сина им Джъстис на 11 февруари 1992 г., а на 28 януари 1998 г. се ражда дъщеря му – Електра, в същия месец, в който „Trust“ е номинирана за Грами.
Мъстейн е известен с множеството вражди, които има през годините с различни музиканти, сред които споменатите Ларс Улрих, Джеймс Хетфийлд и Кърк Хамет от Металика, със съоснователя на Мегадет Дейв Елефсън, с когото дори стигат до съд, с членовете на Слейър, Кери Кинг и Том Арая, с Фил Анселмо от Пантера, с Майкъл Джексън и други.
В крайна сметка Megadeth се включват в турнето Sonisphere Festival през 2010 г. заедно с Metallica, Slayer и Anthrax. Концертът в България е записан и издаден на DVD и Blu-Ray през септември 2010 г., като част от масивната дискография на Megadeth.
През 1985 г. Мегадет създават първия си албум Killing Is My Business... And Business Is Good!, който въпреки лошото качество поради недостиг на средства жъне голям успех в ъндърграунд клубовете.

## Дискография
Megadeth – Всички студийни и концертни албуми, всички сингли и EP на групата.
- Killing Is My Business... And Business Is Good! – 1985
- Peace Sells...But Who`s Buying ? – 1986
- So Far So Good So What ? – 1988
- Rust in Peace – 1990
- Countdown to Extinction – 1992
- Youthanasia – 1994
- Cryptic Writings – 1997
- Risk – 1999
- The World Needs a Hero – 2001
- The System Has Failed – 2004
- United Abominations – 2007
- Endgame – 2009
- Thirteen – 2011
- Super Collider – 2013
- Dystopia – 2016
- The Sick, the Dying... and the Dead! - 2022